# Asaa
Asaa / Aså is een plaats in de Deense regio Noord-Jutland, gemeente Brønderslev. De plaats telt 1235 inwoners (2008).